# Steve Mullings
Steve Mullings (né le 29 novembre 1982 dans la Paroisse de Saint Elizabeth) est un athlète jamaïcain spécialiste du sprint.

## Carrière
En 2004, Steve Mullings remporte le titre du 200 mètres à l'occasion des Championnats de Jamaïque. Il établit lors de cette compétition deux nouveaux records personnels sur 100 m et 200 m en respectivement 10 s 04 et 20 s 22. Mais le Jamaïcain fait l'objet d'un contrôle antidopage positif à la testosterone lors de cette compétition. Déchu de son titre national, il est suspendu deux ans par la Fédération jamaïcaine d'athlétisme et ne peut donc participer aux Jeux olympiques d'été de 2004.
De retour à la compétition en 2006, où ses meilleurs chronomètres ne sont que de 10 s 31 sur 100 m et 20 s 54 sur 200 m, Mullings se distingue dès l'année suivante en signant le temps de 9 s 91 à Saragosse avec un vent supérieur à la limite autorisée (+3,7 m/s). Sélectionné pour les Championnats du monde 2007 d'Osaka, il participe aux séries du relais 4 × 100 m mais n'est pas retenu pour la finale. Il obtient néanmoins la médaille d'argent au même titre que ses coéquipiers jamaïcains.
Le 20 août 2009, il participe à la finale du 200 m des Championnats du monde de Berlin et se classe cinquième en 19 s 98, son record personnel. Aligné par ailleurs dans l'épreuve du relais 4 × 100 mètres, Steve Mullings remporte le titre mondial (premier relayeur) en compagnie de Michael Frater, Usain Bolt et Asafa Powell. L'équipe de Jamaïque, qui établit un nouveau record des championnats en 37 s 31, devance Trinité-et-Tobago et le Royaume-Uni.
Steve Mullings réalise des performances remarquables sur 100 mètres lors de la saison 2011. Le 16 avril à Starkville, il améliore de près d'un dixième de seconde son record personnel en 9 s 90 (+ 2,0 m/s). Un mois plus tard à Orlando, il signe le temps 9 s 89 (+ 2,0 m/s), puis enchaine par un 9 s 97 (+0,2 m/s) le 31 mai au Golden Spike Ostrava où il s'incline face à son compatriote Usain Bolt (9 s 91). Le 4 juin, Steve Mullings améliore de neuf centièmes de seconde son record personnel en remportant le meeting Prefontaine Classic de Eugene dans le temps de 9 s 80 dans des conditions de vent régulières (+ 1,3 m/s). Il devient à cette occasion le sixième meilleur « performeur » de tous les temps sur 100 mètres derrière Usain Bolt, Tyson Gay, Asafa Powell, Nesta Carter et Maurice Greene. Il remporte sur sa lancée l'Adidas Grand Prix de New York en 10 s 26 dans le même temps que Tyson Gay ; sous la pluie et face au vent, la course voit 3 faux départs se produire avant qu'elle puisse être lancée.
Le 11 août 2011, la presse jamaïcaine révèle qu'il a été contrôlé positif à un produit masquant lors des championnats de Jamaïque disputé du 23 au 26 juin. La fédération jamaïcaine d'athlétisme l'exclut alors de sa sélection pour les Championnats du monde de Daegu alors même qu'il avait obtenu son billet de sélection lors des championnats nationaux et constituait l'un des meilleurs sprinteurs de l'équipe jamaïcaine. Le 22 novembre 2011, il est suspendu à vie par le Jamaican Anti-Doping Disciplinary Panel, cette sanction a été votée à l'unanimité.

### Records
| Épreuve      | Performance | Lieu      | Date         |
| ------------ | ----------- | --------- | ------------ |
| 60 m (salle) | 6 s 59      | Manhattan | 6 mars 2004  |
| 100 m        | 9 s 80      | Eugene    | 4 juin 2011  |
| 200 m        | 19 s 98     | Berlin    | 20 août 2009 |

### Palmarès

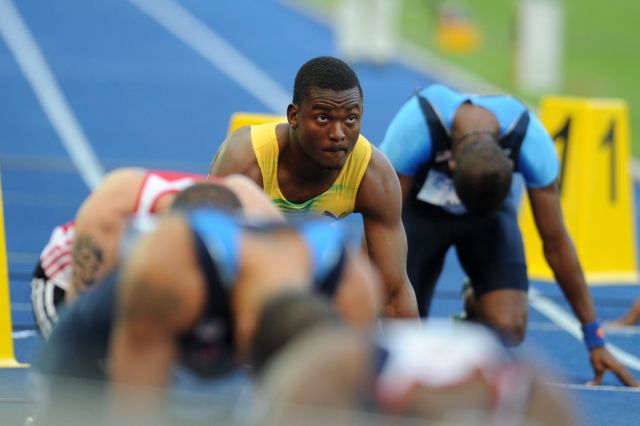
Steve Mullings au départ de la finale du 200 m lors des Championnats du monde 2009

| Année | Compétition           | Lieu   | Place | Épreuve   |
| ----- | --------------------- | ------ | ----- | --------- |
| 2007  | Championnats du monde | Osaka  | 2e    | 4 × 100 m |
| 2009  | Championnats du monde | Berlin | 5e    | 200 m     |
| 2009  | Championnats du monde | Berlin | 1e    | 4 × 100 m |